# Alice Psacaropulo

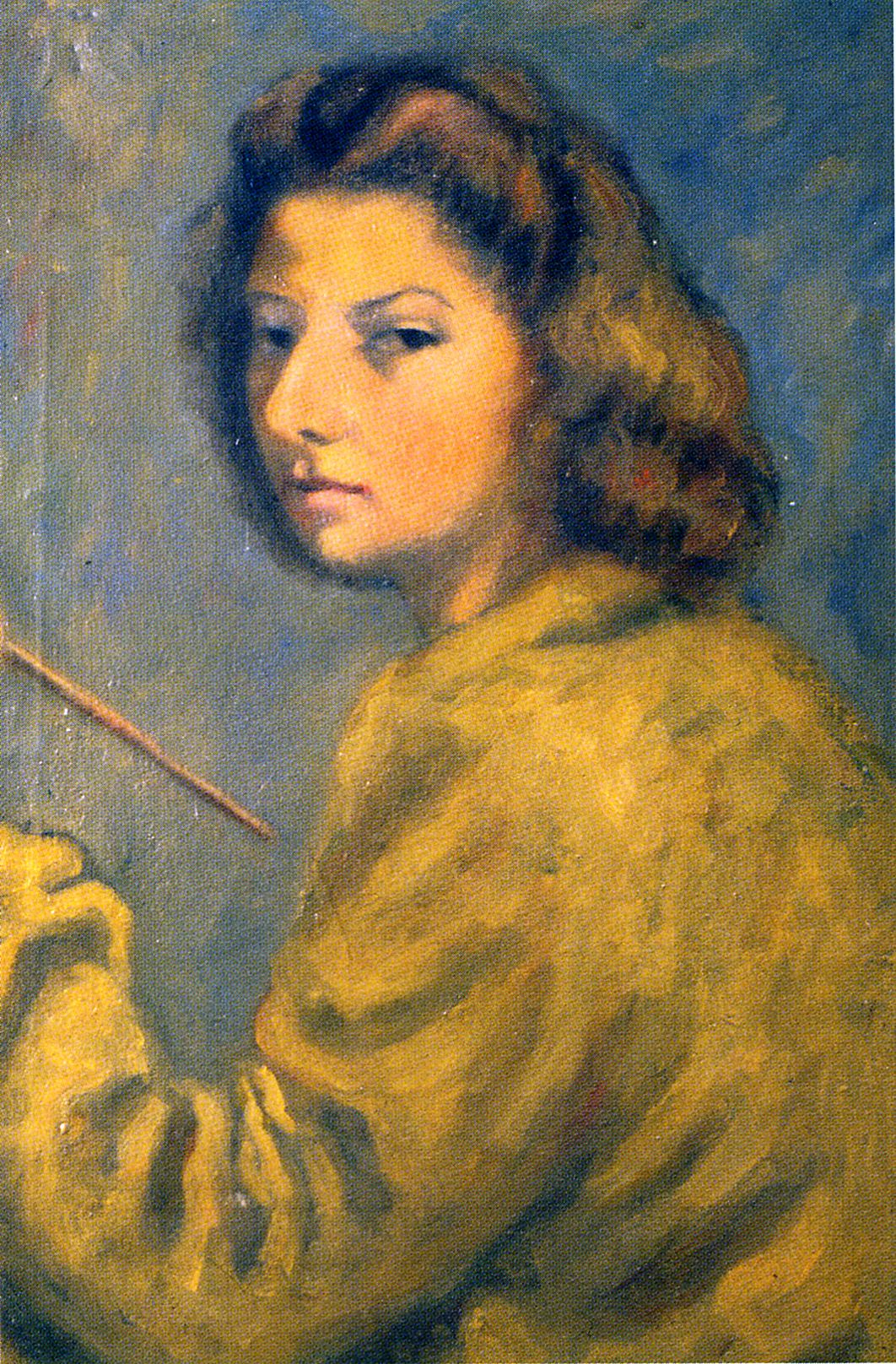
Autoritratto, olio su tela, 1944

Alice Psacaropulo (Trieste, 14 gennaio 1921 – Trieste, 14 novembre 2018) è stata un'insegnante, pittrice e collezionista d'arte italiana.

## Biografia
Nasce a Trieste il 14 gennaio 1921 da Ianni Psacaropulo, agente marittimo originario di Sifnos, e Margherita Cambiagio, nipote del barone Rosario Currò e Lucia de Reya. Compie gli studi classici presso il Liceo Dante Alighieri, dove segue le lezioni dello scrittore Giani Stuparich (ritratto nel 1943 in un quadro donato poi al Museo Revoltella di Trieste). Tra il 1939 e il 1943 è a Torino presso lo studio di Felice Casorati, dove, tra gli altri, conosce Paola Levi Montalcini, Albino Galvano e Alfredo Casella. Nel 1944 consegue la laurea presso la Facoltà di Lettere e Filosofia di Trieste e diventa assistente di Luigi Coletti alla cattedra di Storia dell'Arte dell'Università di Trieste. Nel 1948, a quattro anni dalla prima personale, espone alla XXIV Biennale di Venezia e alla V Quadriennale di Roma. In questo periodo, aiutata anche dal fratello Alessandro (architetto e scultore allievo di Attilio Selva), entra in contatto con i secessionisti veneziani del Fronte nuovo delle arti, in particolare con Giuseppe Marchiori e Giuseppe Santomaso. Con quest'ultimo lavora per la decorazione del salone delle feste della turbonave Conte Biancamano. Durante gli anni Cinquanta tiene corsi di pittura nel suo atelier e all'Università Popolare di Trieste: tra gli allievi, Annamaria Ducaton, Bruno Ponte, Franca Batich. Nel 1951 espone una serie di nudi e nature morte (una oggi al MART) alla Galleria Delfino di Rovereto in una personale presentata da Gillo Dorfles. Nel 1956, espone di nuovo alla VII Quadriennale romana. Dal 1960 al 1971 si trasferisce a Venezia dove insegna lettere e storia dell'arte e riallaccia i contatti con gli amici veneziani, tra i quali Roberta di Camerino. Negli stessi anni riceve nuovi incarichi di decorazione navale sul transatlantico Raffaello. Dopo la parentesi veneziana, insegna a Udine, presso l'Istituto Statale d'Arte, e poi di nuovo a Trieste, al Liceo Petrarca. Nel 1980 le viene commissionata una Assunta di grandi dimensioni (28mq) per la chiesa di Cessalto. Espone a Napoli, Parigi, Madrid, Vienna, Barcellona, Milano, Lubiana, Stoccolma. Nel 2008 riceve il Sigillo Trecentesco della città di Trieste con la seguente motivazione: «La globalità del suo impegno culturale la fa essere un personaggio irripetibile che onora la nostra città». Nel 2011 espone alla LIV Esposizione internazionale d'arte di Venezia, nel padiglione Italia. Nel 2012 è nel film di Elisabetta Sgarbi, Il viaggio della signorina Vila, ispirato ai libri Il mio Carso di Scipio Slataper e Irredentismo adriatico di Angelo Vivante e presentato in concorso nell'ambito della VII edizione del Roma Film Festival. Due anni dopo la sua morte, avvenuta il 14 novembre 2018, nasce "Studio Psacaropulo", l’associazione avente il compito di tutelare e valorizzare il suo patrimonio artistico.

## Stile
Prima ancora di essere
allieva di Casorati, una giovanissima Alice Psacaropulo è notata da Silvio Benco1 per alcuni schizzi pieni «di vivace immediatezza», che presenta a diverse collettive della seconda metà degli anni Trenta a Trieste. Le qualità istintive dimostrate si
arricchiscono durante l'apprendistato casoratiano a Torino, periodo cruciale per la sua formazione modernista, e che, tuttavia, non altera una personalità tendente a «un certo intimismo di sapore metafisico»2. Nel 1948, in occasione della XXIV Biennale di Venezia, espone un nudo che le vale le critiche positive di Cesare Sofianopulo e, più tardi, di un Gillo Dorfles, che legge bene l'insegnamento torinese in «quell'urgenza narrativa sempre sottesa alla composizione»3.
Ma già intorno alla metà degli anni Cinquanta la lezione casoratiana appare meditata e superata, e le produzioni di questa fase (Natura morta con carciofi) fanno parlare di pittura maschia, di «un postcubismo rigoroso e quadrato»4. A partire dagli anni Sessanta è Decio Gioseffi ad interessarsi della pittura della Psacaropulo, e a cogliere «una maggior disinvoltura nel dominio della problematica astrattista e informalistica» grazie ad «un'impalcatura naturalistica» e reale, che resta «nel campo dell'arte figurativa»5. È in questi anni che inizia lo sperimentalismo coloristico che segnerà tutta l'opera futura. Il ritorno a Torino per un'importante personale presentata da Albino Galvano (1972) è occasione per presentare gli esempi evidenti (Venezia sommersa) della virata in senso coloristico della sua produzione e della querelle tra astrattismo naturalistico e realismo fantastico - tra figurativo e non-figurativo - sollevata da diversi critici. In una cosa però tutti sono concordi e cioè che «il riflesso di quel severo apprendistato presso Casorati è rilevabile soltanto nel rigore della ricerca tecnica e nella sapiente umiltà del mestiere»6. Nel 1980 un'altra svolta importante: la grandiosa Assunta, commissionata dalla chiesa di Cessalto con la quale «l'arte della Psacaropulo trova la sua apoteosi»7. Ma l'incontro con l'arte sacra non resta isolato e anzi le successive personali sembrano voler rimarcare questo nuovo interesse. Il successivo passaggio dal tema sacro all'astrazione spirituale, attraverso la musica, è breve. Il nuovo punto di partenza del suo percorso artistico si può ad esempio individuare ne I suonatori (1988), popolato da figure che «perdono a poco a poco la loro corporeità e il rapporto con i loro antichi strumenti per trasformarsi in un'orchestra spirituale che si svolge come una processione di anime»8. Alle soglie del nuovo millennio si può parlare dunque di quello che, nell'introduzione alla monografia del 2003, Vittorio Sgarbi definisce «realismo provvisorio».
- * Silvio Benco, Il Piccolo, Trieste, 9 marzo 1938
- * Rodolfo Viani, Il Semaforo, Trieste, 14 gennaio 1946
- * Gillo Dorfles, Italia Letteraria, Presentazione alla mostra alla Galleria “Delfino” di Rovereto, 12-30 agosto 1951
- * Nino Perizi, Il Gazzettino, Cronache delle arti figurative. Ritratto di un'artista: la pittrice Alice Psacaropulo, Venezia, 22 luglio 1958
- * Decio Gioseffi, Il Secolo d'Italia, Tra Margutta e Piazza di Spagna Psacaropulo, 11 marzo 1961, Roma
- * Albino Galvano, Presentazione alla mostra, Saletta degli Amici, Torino, 1972
- * Decio Gioseffi, Presentazione alla mostra, Museo di Oderzo, 30 maggio - 12 giugno 1981
- * Laura Safred, Il Piccolo, Timbro di colori terrosi, Trieste, 1990

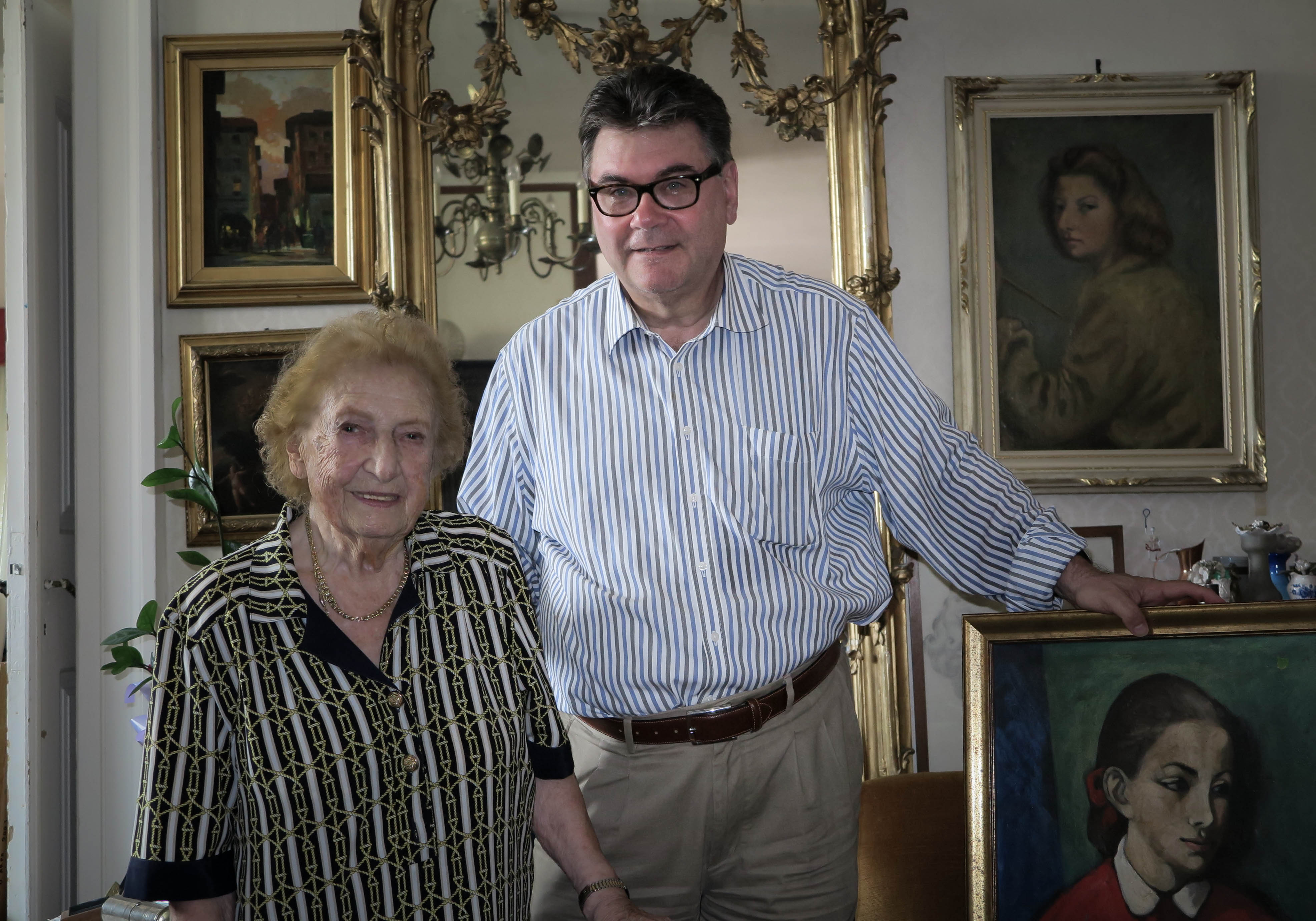
Alice Psacaropulo con il critico John Spike nel 2015